# Lijst van voetbalinterlands Botswana - Kenia (vrouwen)
Deze lijst van voetbalinterlands is een overzicht van alle officiële voetbalinterlands tussen de nationale vrouwenteams van Botswana en Kenia. De landen hebben tot nu toe vier keer tegen elkaar gespeeld. 

## Wedstrijden
| № | Plaats   | Datum            | Competitie                          | Wedstrijd        | Uitslag |
| - | -------- | ---------------- | ----------------------------------- | ---------------- | ------- |
| 1 | Lobatse  | 22 mei 2015      | Olympische Spelen 2016 kwalificatie | Botswana − Kenia | 2 − 1   |
| 2 | Machakos | 31 mei 2015      | Olympische Spelen 2016 kwalificatie | Kenia − Botswana | 1 − 0   |
| 3 | Nairobi  | 29 november 2023 | Afrika Cup 2024 kwalificatie        | Kenia − Botswana | 1 − 1   |
| 4 | Gaborone | 5 december 2023  | Afrika Cup 2024 kwalificatie        | Botswana − Kenia | 1 − 0   |

## Samenvatting
| Competitie                     | Totaal gespeeld | Winst Botswana | Gelijk | Winst Kenia | Doelsaldo Botswana – Kenia |
| ------------------------------ | --------------- | -------------- | ------ | ----------- | -------------------------- |
| Olympische Spelen kwalificatie | 2               | 1              | 0      | 1           | 2 − 2                      |
| Afrika Cup kwalificatie        | 2               | 1              | 1      | 0           | 2 − 1                      |
| Totaal                         | 4               | 2              | 1      | 1           | 4 − 3                      |